# Poa confinis
Poa confinis là một loài cỏ trong họ hòa thảo, thuộc chi poa.